# Misty Mountain Hop
"Misty Mountain Hop" là ca khúc của ban nhạc Rock người Anh, Led Zeppelin nằm trong album thứ 4 của họ năm 1971. Tại Mỹ và Úc, đây là ca khúc mặt B của đĩa đơn "Black Dog", tuy nhiên vẫn thường xuyên được phát qua sóng FM. Ca khúc được thu tại Headley Grange, khu biệt thự lớn với phòng thu âm ở Hampshire, Anh, nơi ban nhạc thỉnh thoảng tới trong vài dịp thực hiện album.

## Thành phần tham gia sản xuất
- Robert Plant – hát chính.
- Jimmy Page – guitar.
- John Paul Jones – bass, piano điện.
- John Bonham – trống.